# Віялохвіст малазійський
Віялохвіст малазійський (Polyplectron malacense) — вид куроподібних птахів родини фазанових (Phasianidae). Поширений у Південно-Східній Азії.

## Поширення
Ендемік Малаккського півострова. Його ареал у Малайзії різко скоротився. На півдні Таїланду птах, ймовірно, вимер. Повідомлення про птаха на Суматрі були спростовані, а докази його поширення в М'янмі є помилковими. Мешкає у високих первинних і вторинних низинних диптерокарпних лісах, зазвичай лише від 15 до 80 м, але ніколи не вище 300 м, на рівній або пологій місцевості.

## Опис
Довжина самця становить приблизно 50-53 см (з яких 24-25 см займає тільки хвіст) і важить 581—680 г; самиця 40-45 см завдовжки (з них 18-19 см хвіст) з вагою 455—540 г. Самець відрізняється від інших видів віялохвостів помаранчевим обличчям і довшим синьо-зеленим гребенем. Все оперення, що оточує плями очей на черепі та крилах, світло-коричневе . Хвіст складається з двадцяти кермових, кожен з яких позначений двома металевими синьо-зеленими очними плямами. У самиць гребінь менш помітний, ніж у самців. Очні плями у них скромніші за розміром, хоча вони теж оточені замшею.